# دون غراهام
دون غراهام (بالإنجليزية: Don Graham)‏ هو لاعب كرة قدم أمريكية أمريكي، ولد في 31 يناير 1964 في بيتسبرغ في الولايات المتحدة.

## وصلات خارجية
- دون غراهام على موقع مرجع كرة القدم المحترفة.كوم (الإنجليزية)